# Carcelia muscoides
Carcelia muscoides là một loài ruồi trong họ Tachinidae.